# Bruthen
Bruthen (624 habitants) est un village de l'est de l'État de Victoria en Australie situé à 304 km au nord-est de Melbourne à proximité du parc national alpin. Il est traversé par la Great Alpine Road et l'East Gippsland Rail Trail.